# Nova Irlanda
A Nova Irlanda (Tok Pisin: Niu Ailan) é uma ilha de 7404 km² pertencente ao Arquipélago de Bismarck, na Papua-Nova Guiné. É a maior ilha da província homónima. A sua capital (e a da província) é Kavieng. A ilha tem cerca de 120000 habitantes.
A Nova Irlanda fica a nordeste da ilha Nova Bretanha. Ambas integram o Arquipélago de Bismarck, e estão separadas pelo Canal de São Jorge. O centro administrativo da ilha e da província é a cidade de Kavieng situada no extremo norte da ilha. Quando a ilha fazia parte da Nova Guiné Alemã era designada Neumecklenburg ("Nova Mecklenburg").
Nesta ilha habitam os Lesu.

## Geografia

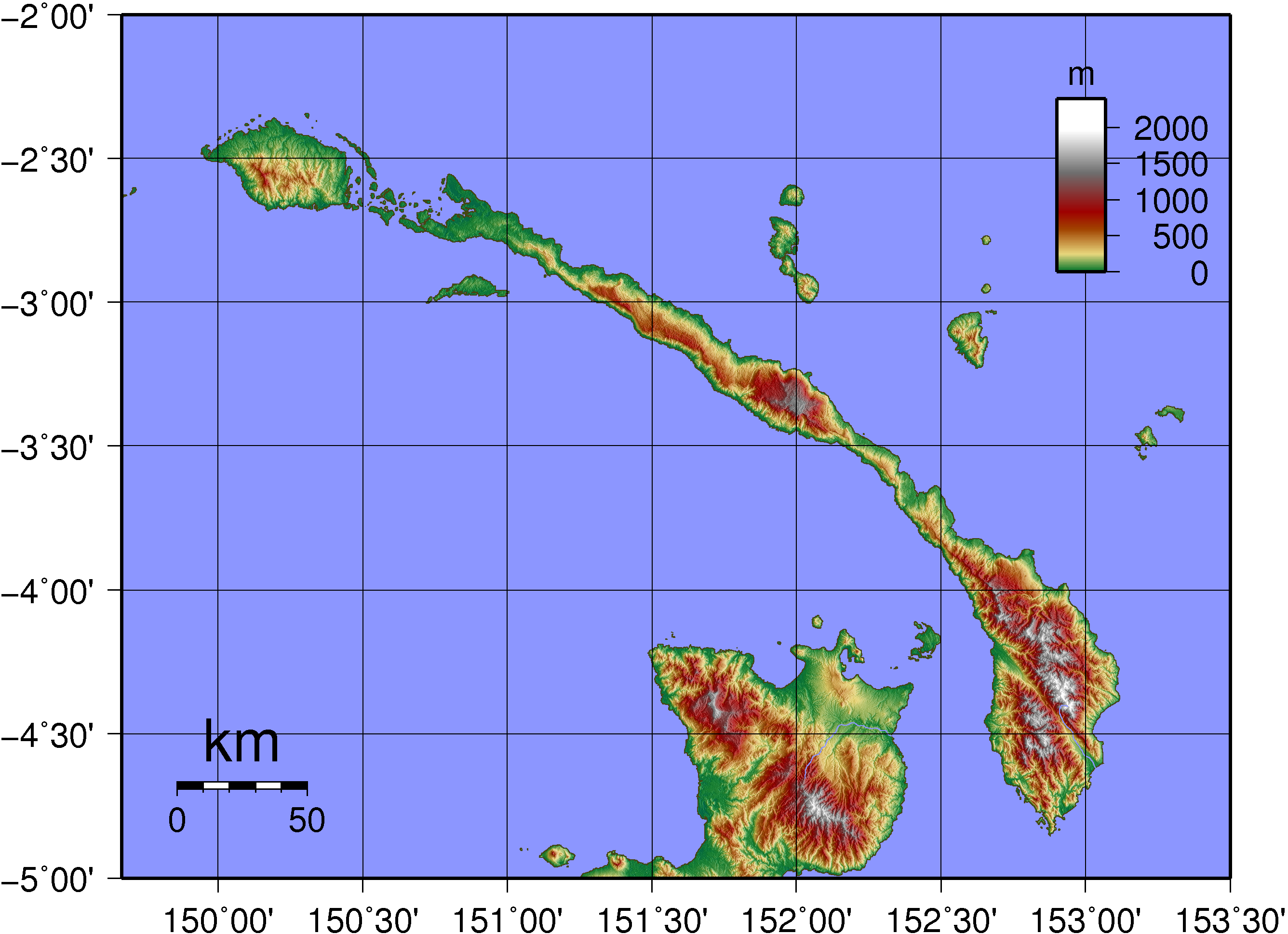
Mapa topográfico da Nova Irlanda

A ilha tem a forma de uma espingarda: é longa, estreita e montanhosa, coberta por várias cadeias de montanhas e densas selvas. Durante grande parte dos 360 km de comprimento, a sua largura varia de menos de 10 km a 40 km, con todo, e a cordilheira dorsal montanhosa central é muito escarpada e difícil. O pico mais alto é o Monte Taron (2379 metros). A ilha situa-se entre os 2ºS e os 5ºS de latitude.
A Nova Irlanda está rodeada pelo Mar de Bismarck a sudoeste e pelo Oceano Pacífico a nordeste.

## História

Bandeira da província de Nova Irlanda

Os primeiros habitantes do arquipélago de Bismarck chegaram há cerca de 33000 anos. As chegadas mais tardias incluem a do povo lapita.
Em 1616 os navegadores holandeses Jacob Le Maire e Willem Schouten foram os primeiros europeus a pisar a ilha.
Nas décadas de 1870 e 1880 o Marqués de Rays, um nobre francês, tentou estabelecer uma colónia francesa na ilha chamada Nova França. Enviou quatro expedições falhadas à ilha, a mais famosa das quais causou a morte de 123 colonos.
De 1885 a 1914 a Nova Irlanda era parte da Nova Guiné Alemã e levaba o nome Neumecklenburg. Os alemães conseguiram desenvolver várias plantações de copra altamente rentáveis e construíram unha estrada para o transporte de mercadorias. Esta estrada situa-se atualmente em serviço e tem o nome de autoestrada Boluminski em honra do administrador alemão da Nova Guiné Alemã, Franz Boluminski. Depois da Primeira Guerra Mundial a Nova Irlanda foi cedida à Austrália. Em 1942, durante a Segunda Guerra Mundial, a ilha foi tomada por forças japonesas e esteve sob seu controlo. Os japoneses construíram uma grande base naval em Kavieng.

## Biodiversidade
Algumas das espécies que podem ser encontradas na Nova Irlanda são:
- Macropus agilis (intr. pré-história)
- Thylogale browni (introduzido)
- Phalanger orientalis (introduzido)
- Spilocuscus maculatus (introduzido)
- Sus scrofa (introduzido)
- ''Rattus exulans'' (introduzido)
- Rattus praetor
- Melomys rufescens
- Rattus sanila (fóssil)
- Dobsonia anderseni
- Dobsonia praedatrix
- Macroglossus minimus
- Melonycteris melanops
- Nyctimene albiventer
- Nyctimene major
- Pteropus capistratus
- Pteropus neohibernicus
- Rousettus amplexicaudatus
- Syconycteris australis
- Emballonura beccarii
- Emballonura dianae
- Emballonura nigrescens
- Emballonura raffrayana
- Emballonura serii
- Aselliscus tricuspidatus
- Hipposideros ater
- Hipposideros calcaratus
- Hipposideros cervinus
- Hipposideros diadema
- Hipposideros maggietaylorae
- Rhinolophus euryotis
- Rhinolophus megaphyllus
- Miniopterus australis
- Miniopterus macrocneme
- Miniopterus propitristis
- Miniopterus schreibersii
- Myotis adversus
- Pipistrellus angulatus
- Pipistrellus papuanus

## Galeria de imagens

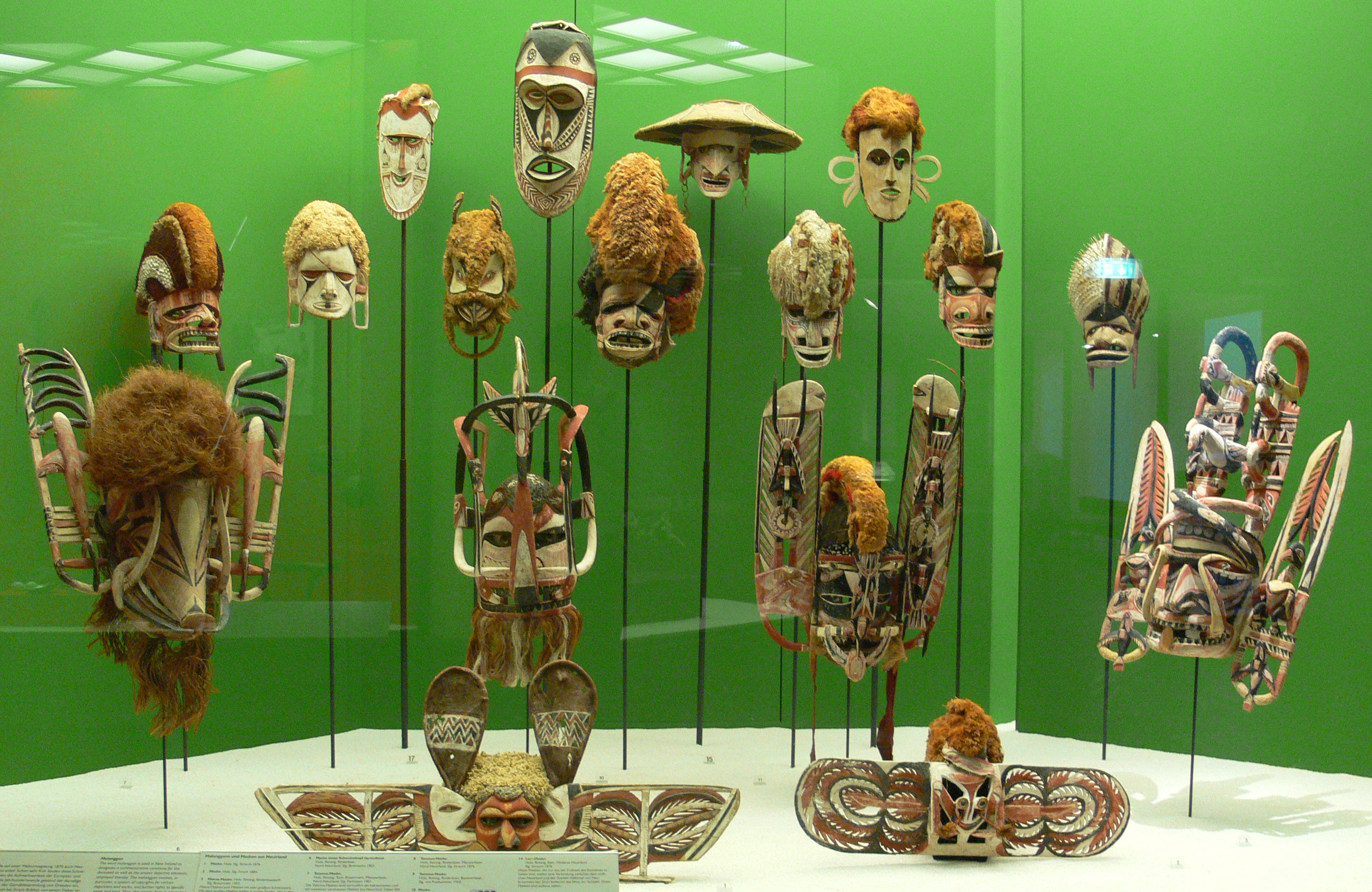
Máscaras da Nova Irlanda

1. ↑  «New Ireland Province» (PDF). Consultado em 16 de agosto de 2014. Arquivado do original (PDF) em 8 de agosto de 2017